# Microsisymbrium
Microsisymbrium es un género de fanerógamas perteneciente a la familia Brassicaceae. Comprende trece especies. 
Está considerado un sinónimo del género Caulanthus S. Watson

## Especies seleccionadas
| - Microsisymbrium angustifolium - Microsisymbrium axillare - Microsisymbrium bracteosum - Microsisymbrium duthiei - Microsisymbrium flaccidum - Microsisymbrium griffithianum - Microsisymbrium lasiophyllum | - Microsisymbrium minutiflorum - Microsisymbrium murgabicum - Microsisymbrium pulchellum - Microsisymbrium qingshuiheense - Microsisymbrium taxkorganicum - Microsisymbrium yechengnicum |